# Vom Kaufmann und seiner Frau

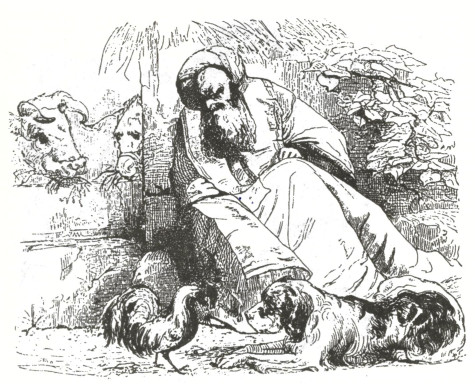
Der Hahn und der Hund reden in Anwesenheit ihres menschlichen Herrn.

Vom Kaufmann und seiner Frau ist ein Märchen aus der Geschichte von Tausendundeiner Nacht. In der Arabian Nights Encyclopedia wird es als ANE 3 gelistet. Die Geschichte ist Teil der größeren Erzählung Die Geschichte von König Schahriyar und Schahrasad, der Tochter seines Wesirs (ANE 1, → Tausendundeine Nacht – Liste der Geschichten).
In der Tierfabel geht es um eine Rettung aus einer misslichen Lage durch zu große Neugier.

## Handlung
Die Handlung setzt unmittelbar die Erzählung Vom Stier und dem Esel (ANE 2) fort.
Nachdem dem Esel aus der vorherigen Geschichte sein eigener Scharfsinn zum Verhängnis geworden war, jagte er dem dümmlichen Ochsen einen heftigen Schrecken ein, woraufhin sein menschlicher Herr, der Kaufmann, laut zu lachen anfing, denn er verstand die Sprache der Tiere. Doch behielt er diese Gabe geheim, da er fürchtete sonst zu sterben. Nachdem er aber nun so laut gelacht hatte, fuhr seine Frau zusammen und wollte den Grund erfahren, auch da sie glaubt, dass er sich über sie lustig mache. Die Frau wollte erfahren, was ihr Mann gesagt hatte, der sich jedoch weigerte, auch als seine Frau immer drängender wurde. Schließlich gestand er ihr, dass er sterben müsse, wenn er das Geheimnis verriete, woraufhin seine Frau schließlich erwidere, dass er dann eben sterben müsse. Daraufhin ließ der Mann seine Familie zusammenrufen, ein Testament aufsetzen und verteilte seinen Besitz und alle weinten in Trauerklage. Selbst seine Schwiegereltern beschworen seine Frau, dass sie von ihrem Verlangen das Geheimnis zu erfahren, ablassen solle, doch sie weigerte sich.
Nun lebten im Haus des Kaufmanns auch Hühner und ein Hund. Als der Mann sich traurig hinsetzte, in Gedanken daran, dass er bald sterben musste, hörte er plötzlich den Hund mit dem Hahn sprechen, der unablässig die Hennen begattete. Der Hund beklagte sich, dass der Hahn wenig Schamgefühl habe, dass er sich so verhalte, wo doch im ganzen Haus Trauerklage für den Herrn gehalten wurde, der bald sterben musste. Der Hahn spottete nur, dass der Mann ganz offenkundig ziemlich dumm sei, denn er habe ja nur eine Frau und wisse nicht mit dieser umzugehen. Als der Hund fragte, was er denn tun solle, erwiderte der Hahn, dass ihr Herr einen Knüppel nehmen und mit seiner Frau in die Vorratskammer gehen solle, wo er sie so solange verprügeln solle, bis sie laut ausriefe, dass sie nie mehr nach dem Geheimnis fragen werden.
Der Mann hörte diese Worte des Hahns, da er ja die Sprache der Tiere verstand, beschloss den Rat des Hahns zu befolgen und verprügelte seine Frau so lange, bis sie nie wieder etwas von dem Geheimnis wissen wollte. Daraufhin verwandelte sich die Totenklage im Haus in ein Freudenfest.

## Hintergrund
Das Märchen gehört zur Galland-Handschrift, der ältesten erhaltenen Handschrift von Tausendundeine Nacht und gehört damit zum Kernbestand der Geschichten. Richard Francis Burton und Enno Littmann griffen auf die Kalkutta-II-Edition zurück, Claudia Ott für ihre Übersetzung direkt auf die Galland-Handschrift.

## Ausgaben
- Enno Littmann: Die Erzählungen aus den tausendundein Nächten, Insel Verlag, Frankfurt 1968 (Erstausgabe 1922–1928), 6 Bände (Kalkutta-II-Edition), Band 1, S. 29–31.
- Claudia Ott: Tausendundeine Nacht, C.H.Beck, München 2011 (2004), S. 24–27.